# Instrumentalna glazba
Instrumentalna glazba je općeniti naziv za svaku vrstu glazbe stvorene, odnosno skladane za izvođenje na nekom glazbalu. U širem smislu, u nju spadaju i skladbe s tzv. vokalizama, odnosno pratećim pjevačkim melodijama bez teksta. Suprotnost instrumentalnoj glazbi predstavlja vokalna glazba, odnosno skladbe namijenjene pojedinim pjevačkim glasovima ili zborovima a cappella (tal. = kao kapela; bez instrumentalne pratnje). Višestavačne instrumentalne vrste su: simfonija, koncert, gudački kvartet, sonata i suita.  

## Povijest
Instrumentalna glazba poznata je od najstarijih civilizacija i do danas je prošla mnoge preobrazbe, te oblikovne i strukturne promjene. Nije moguće točno utvrditi je li starija instrumentalna ili vokalna glazba, jer i najstariji sačuvani zapisi ili slikovni prikazi svjedoče da se uz pjevanje često i sviralo. Razvoj instrumentalne glazbe nedjeljivo je povezan s povijesnim razvojem i usavršavanjem pojedinih glazbala, a svaka je njezina vrsta u pojedinom razdoblju obilježena posebnim, sebi svojstvenim stilskim značajkama.

## Vanjske poveznice

### Sestrinski projekti
|  | Zajednički poslužitelj ima još gradiva o temi Instrumentalna glazba |

### Mrežna sjedišta
- LZMK / Proleksis enciklopedija online: Instrumentalna glazba
- LZMK / Hrvatska enciklopedija: Glazba
- tunecaster.com – zbirka popularnih instrumentalnih skladba od 1960-ih do danas (engl.)